# ليكسفيل (مسيسيبي)
ليكسفيل (بالإنجليزية: Leakesville, Mississippi)‏ هي بلدة تقع في مقاطعة غرين (ميسيسيبي) بولاية مسيسيبي في الولايات المتحدة. تبلغ مساحتها 4.1 (كم²)، وترتفع عن سطح البحر 33 م، بلغ عدد سكانها 1026 نسمة في عام 2000 حسب إحصاء مكتب تعداد الولايات المتحدة وتصل الكثافة السكانية فيها 250.2 نسمة/كم2.

## التركيبة السكانية
حدّد مكتب تعداد الولايات المتحدة بيانات التركيبة السكانية لليكسفيل في تعداد الولايات المتحدة. في ما يلي، التركيبة السكانية حسب تعدادي 2000 و2010.

### تعداد عام 2000
بلغ عدد سكان ليكسفيل 1,026 نسمة بحسب تعداد عام 2000، وبلغ عدد الأسر 390 أسرة وعدد العائلات 263 عائلة مقيمة في البلدة. في حين سجلت الكثافة السكانية 249.6 نسمة لكل كيلومتر مربع (646.5/ميل2). وبلغ عدد الوحدات السكنية 463 وحدة بمتوسط كثافة قدره 112.7 لكل كيلومتر مربع (291.9/ميل2).
وتوزع التركيب العرقي للبلدة بنسبة 79.92% من البيض و19.40% من الأمريكيين الأفارقة و0.10% من الأمريكيين الأصليين و0.10% من الأمريكيين ذوي الأصول الآسيوية و0.49% من الأعراق الأخرى و1.07% من الهسبانيون أو اللاتينيون من أي عرق.
بلغ عدد الأسر 390 أسرة كانت نسبة 30.8% منها لديها أطفال تحت سن الثامنة عشر تعيش معهم، وبلغت نسبة الأزواج القاطنين مع بعضهم البعض 51% من أصل المجموع الكلي للأسر، ونسبة 14.9% من الأسر كان لديها معيلات من الإناث دون وجود شريك،  بينما كانت نسبة 1.5% من الأسر لديها معيلون من الذكور دون وجود شريكة وكانت نسبة 32.6% من غير العائلات. تألفت نسبة 29.7% من أصل جميع الأسر من عدة أفراد يعيشون في نفس المنزل ونسبة 14.9% كانت تتألف من شخص يعيش بمفرده يبلغ من العمر 65 عاماً أو أكثر. وبلغ متوسط حجم الأسرة المعيشية 2.34، أما متوسط حجم العائلات فبلغ 2.92.
بلغ العمر الوسطي للسكان 45.7 عاماً. وكانت نسبة 21.5% من القاطنين تحت سن الثامنة عشر، وكانت نسبة 8.1% بين الثامنة عشر والرابعة والعشرين عاماً، ونسبة 19.6% كانت واقعةً في الفئة العمرية ما بين الخامسة والعشرين والرابعة والأربعين عاماً، ونسبة 22.3% كانت ما بين الخامسة والأربعين والرابعة والستين، ونسبة 17.4% كانت ضمن فئة الخامسة والستين عاماً فما فوق. يوجد لكل 100 أنثى 79.0 ذكر، ويوجد لكل 100 أنثى في الثامنة عشر من عمرها فما فوق 74.3 ذكر.
بلغ متوسط دخل الأسرة في البلدة 26,731 دولارًا، أما متوسط دخل العائلة فبلغ 33,618 دولارًا. وكان متوسط دخل الذكور 30,208 دولارًا مقابل 19,167 دولارًا للإناث. وسجل دخل الفرد الخاص بالبلدة 14,674 دولارًا. وكانت نسبة 17% من العائلات ونسبة 21.5% من السكان تحت خط الفقر، وكان من هؤلاء نسبة 38.6% تحت سن الثامنة عشر ونسبة 12.3% في الخامسة والستين من العمر وما فوق.

### تعداد عام 2010
بلغ عدد سكان ليكسفيل 898 نسمة بحسب تعداد عام 2010، وبلغ عدد الأسر 371 أسرة وعدد العائلات 255 عائلة مقيمة في البلدة. في حين سجلت الكثافة السكانية 218.5 نسمة لكل كيلومتر مربع (565.9/ميل2). وبلغ عدد الوحدات السكنية 424 وحدة بمتوسط كثافة قدره 103.2 لكل كيلومتر مربع (267.3/ميل2).
وتوزع التركيب العرقي للبلدة بنسبة 78.29% من البيض و20.04% من الأمريكيين الأفارقة و0.11% من الأمريكيين ذوي الأصول الآسيوية و0.33% من الأعراق الأخرى و1.22% من عرقين مختلطين أو أكثر و2.34% من الهسبانيون أو اللاتينيون من أي عرق.
بلغ عدد الأسر 371 أسرة كانت نسبة 33.4% منها لديها أطفال تحت سن الثامنة عشر تعيش معهم، وبلغت نسبة الأزواج القاطنين مع بعضهم البعض 47.4% من أصل المجموع الكلي للأسر، ونسبة 15.6% من الأسر كان لديها معيلات من الإناث دون وجود شريك،  بينما كانت نسبة 5.7% من الأسر لديها معيلون من الذكور دون وجود شريكة وكانت نسبة 31.3% من غير العائلات. تألفت نسبة 29.1% من أصل جميع الأسر من عدة أفراد يعيشون في نفس المنزل ونسبة 15.4% كانت تتألف من شخص يعيش بمفرده يبلغ من العمر 65 عاماً أو أكثر. وبلغ متوسط حجم الأسرة المعيشية 2.42، أما متوسط حجم العائلات فبلغ 2.94.
بلغ العمر الوسطي للسكان 39.0 عاماً. وكانت نسبة 26.1% من القاطنين تحت سن الثامنة عشر، وكانت نسبة 7% بين الثامنة عشر والرابعة والعشرين عاماً، ونسبة 23.3% كانت واقعةً في الفئة العمرية ما بين الخامسة والعشرين والرابعة والأربعين عاماً، ونسبة 23.5% كانت ما بين الخامسة والأربعين والرابعة والستين، ونسبة 20.2% كانت ضمن فئة الخامسة والستين عاماً فما فوق. وتوزع التركيب الجنسي للسكان بنسبة 48.1% ذكور و51.9% إناث.

## أعلام
- كيرميت ديفيس

## وصلات خارجية
- The US50 - Cities and Towns in Mississippi State
- Mississippi Cities and Towns, Facts, Map, Flag, Colleges, Government, and More